# Pierre de Lescure
Pierre Lescure (genannt de Lescure; * 30. März 1891 in Oran, Algerien; † 20. September 1963 in Courbevoie) war ein französischer Schriftsteller, Journalist und Herausgeber. Lescure wurde vor allem bekannt als Mitherausgeber der Éditions de Minuit (Mitternachts-Ausgaben) zusammen mit Jean Bruller seit 1941. Bruller veröffentlichte unter dem Pseudonym Vercors. Das erste verlegte Werk war Le Silence de la mer (Das Schweigen des Meeres), dem bis zur Befreiung Frankreichs (La Libération) 24 weitere Werke von Autoren aus der Résistance folgten.

## Familie
De Lescure stammt aus einer bürgerlichen Familie. Er ist das Kind von Pierre Lescure (ohne Adelsprädikat) und Flore Henry. Er ist der Enkel von Jules de Lescure, der Direktor der algerischen Eisenbahnen war. Jules de Lescure war republikanischer Gegner des Second Empire (Zweites Kaiserreich), der nach dem Ende der Julimonarchie (1830–1848) das Adelsprädikat nicht mehr führte.
De Lescure heiratete am 30. Juni 1917 Marie Marcelle de Gentile, die einer Offiziersfamilie entstammte. Der Vater von Marie Marcelle de Gentile, Dominique de Gentile (1863–1944) war Absolvent der Militärschule Saint-Cyr. Er stammte aus Korsika. Ihre Mutter kam aus einer Notabelnfamilie aus Langres. Ihre zwei Brüder Maurice Mettrier (1864–1939) und Henri Mettrier (1874–1949) haben zahlreiche wissenschaftliche Abhandlungen veröffentlicht.
Er ist der Vater von François Lescure (* 1920; † 12. April 1992), der als kommunistischer Autor für die L’Humanité arbeitete und der Großvater von Pierre Lescure (* 2. Juli 1945), der ebenfalls Journalist ist.

## Werdegang
Ursprünglich an einer diplomatischen Laufbahn interessiert, schrieb er sich an der École libre des sciences politiques in Paris ein, erkrankte jedoch. 1911 traf er den Gelehrten und Dominikaner Antonin-Gilbert Sertillanges, der ihn sehr beeinflusste. Sertillanges brachte ihn zum Katholizismus zurück und zur Mitarbeit bei der La Revue des Jeunes. So kam de Lescure mit den Aufgaben eines Herausgebers in Berührung. Die Arbeit in der La Revue des Jeunes gab er nach Streitigkeiten mit einigen Mitarbeitern auf und gründete La Quinzaine critique des livres et des revues. Diese war ein Misserfolg. In dieser Zeit veröffentlichte er 1935 bei Éditions Gallimard mit einem gewissen Erfolg zwei Kriminalromane unter dem Pseudonym Pierre Anzin.
Seine politische Entwicklung vom Pazifismus über die katholische Sozialbewegung zur Résistance und seine Nähe zur Parti communiste français (PCF) hat auch seinen Sohn und seinen Enkel beeinflusst.

## Veröffentlichungen
Seine Bücher sind bisher nichts ins Deutsche übersetzt worden
Unter dem Pseudonym Pierre Anzin
- Trois baignoires.  Paris, Gallimard, 1935.
- Le Chapeau sur l’étang. Paris, Gallimard, 1935.

Unter seinem eigenen Namen
- Pia Malécot. Paris, Gallimard, 1935.
- Tendresse inhumaine. Paris, Gallimard, 1936.
- Souviens-toi d’une auberge.  Paris, Gallimard, 1937.
- Le Souffle de l’autre rive. Annemasse Éditions du Mont-Blanc, 1946.

Tome I : Démons mes amis…  Annemasse, Éditions du Mont-Blanc, 1946.
Tome II : Qui es-tu Seigneur? Annemasse, Éditions du Mont-Blanc, 1946.
- Sans savoir qui je suis.  Paris, Plon, 1955.
- Les Retardataires.  Paris, Del Duca, 1957.
- La Saison des consciences. Paris, Julliard, 1959.
- Aragon romancier. Paris, Gallimard, 1960.